# ۱۵۰۵ (میلادی)
۱۵۰۵ (میلادی) هزار و پانصد و پنجمین سال تقویم میلادی است.

## درگذشتگان
- ۸ ژوئن - هونگ‌جی، نهمین امپراتور دودمان مینگ در چین
- ۱۴ نوامبر - ابن فرفور دمشقی، قاضی، فقیه شافعی و شاعر شامی .

‎